# 聖米歇爾島鼯
聖米歇爾島鼯（學名：Nesophontes paramicrus）是一种已灭绝的島鼯，為海地的特有種。

## 延伸阅读
- 已灭绝动物列表